# Calling All Girls
"Calling All Girls" é um single da banda britânica de rock Queen, lançado em 1982. É a terceira faixa do Lado-B do álbum Hot Space e foi escrita pelo baterista Roger Taylor. Foi o quarto single do álbum. Foi lançada como single no EUA no verão de 1982, onde alcançou a posição # 60.
O vídeo é uma paródia do filme THX 1138, de George Lucas e era bastante raro até que, com o advento da internet o clipe foi divulgado no canal oficial da banda no YouTube.

## Ficha técnica
Banda
- Freddie Mercury - vocais
- Brian May - guitarra
- Roger Taylor - bateria, percussão, sintetizadores
- John Deacon - baixo